# آلبرتو بویلاکوا
آلبرتو بویلاکوا (ایتالیایی: Alberto Bevilacqua؛ ۲۷ ژوئن ۱۹۳۴ – ۹ سپتامبر ۲۰۱۳) یک کارگردان، نویسنده و فیلم‌نامه‌نویس اهل ایتالیا بود. وی بین سال‌های ۱۹۷۰ تا ۱۹۹۹ میلادی فعالیت می‌کرد.  لئوناردو شاشا، نویسنده و سیاستمدار ایتالیایی، اولین مجموعه داستان بویلاکوا، غبار روی چمن (۱۹۵۵)، را خواند، تحت تاثیر قرار گرفت و آن را منتشر کرد.
دوستی گمشده، اولین کتاب شعر او، در سال ۱۹۶۱ منتشر شد. خلیفه که در سال ۱۹۶۴ منتشر شد، رمان موفق او بود. رمان "این نوع عشق" او در سال ۱۹۶۶ برنده جایزه کامپیلو شد.
از فیلم‌هایی که وی در آن‌ها نقش داشته‌است، می‌توان به همسرم و چشم گربه اشاره نمود.
وی برنده جوایزی همچون جایزه استرگا در سال ۱۹۶۸ شده‌است.